# Атомний руйнівний боєприпас

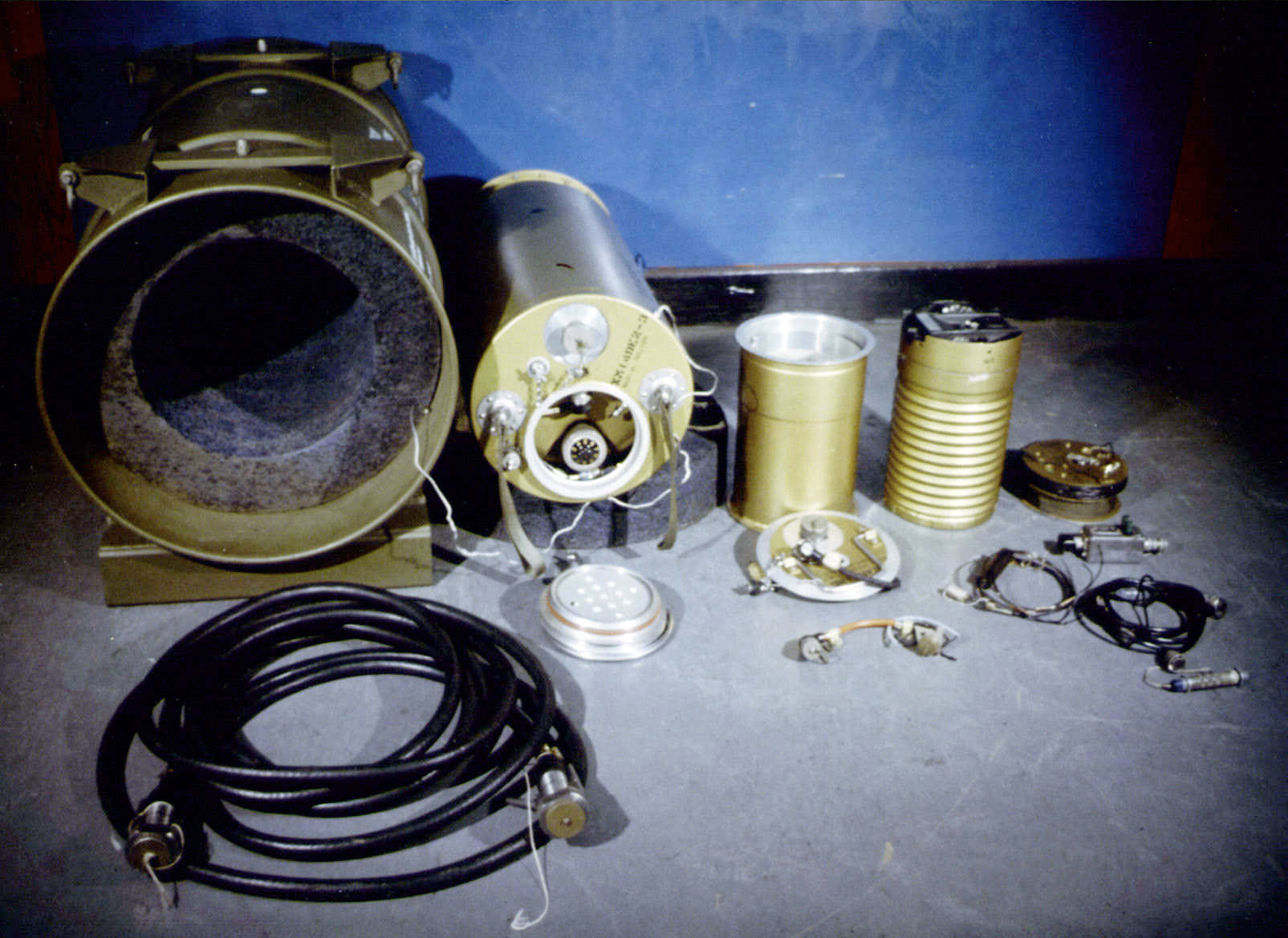
Внутрішні компоненти установки MADM. Зліва направо: пакувальний контейнер, боєголовка W45, блок дешифрування коду, блок стрільби.

Атомні руйнівні боєприпаси (англ. Atomic demolition munition, ADM) — у просторіччі відомі як ядерні наземні міни, є невеликими ядерними вибуховими пристроями. ADM були розроблені як для військових, так і для цивільних цілей. Як зброя, вони були розроблені для підриву в передовій зоні бою, щоб блокувати або спрямовувати сили противника. Невійськові вони були розроблені для руйнування, мінування або земляних робіт. Однак, окрім тестування, вони ніколи не використовувалися для жодної з цілей.

## Військове використання

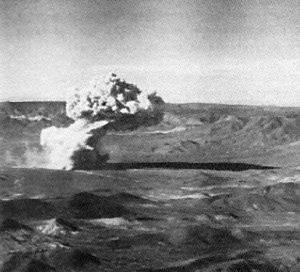
Вибух «Бастер-Джангл» мав потужність 1,2 кілотонни і був підірваний на глибині 5,2 м нижче рівня землі. Потужність приблизно така сама, як у SADM, оснащеного W54. В результаті вибуху хмара зросла до 11 500 футів, а опади випали на північ і північно-північний схід. Утворений кратер мав ширину 260 футів і глибину 53 фути.

Замість того, щоб доставлятися до цілі ракетами, артилерійськими снарядами, ядерні міни повинні були бути встановлені солдатами. Завдяки їх відносно невеликим розмірам і легкій вазі, вони могли бути встановлені військовими інженерами або групами спецназу, а потім підірвані за командою або таймером для створення великих перешкод. Знищуючи ключові елементи рельєфу або перешкоди, такі як мости, дамби, гірські перевали та тунелі, ядерні міни можуть служити для створення фізичних, а також радіологічних перешкод для руху ворожих сил і, таким чином, направляти їх у підготовлені зони ураження.
Згідно з офіційними даними, Сполучені Штати розгорнули ядерні міни за кордонами в Італії та Західній Німеччині (Фульдський прохід) під час холодної війни . Найсучасніші типи (SADM і MADM) були розгорнуті в Південній Кореї. Сеймур Герш згадав про розміщення Ізраїлем ПТРК уздовж Голанських висот на початку 1980-х років.

## ADM Сполучених Штатів

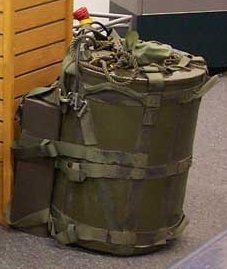
Транспортний контейнер H-912 для Mk-54 SADM

У 1950-1960-х роках Сполучені Штати розробили кілька різних типів легких ядерних пристроїв. Головним був W54, циліндр 40 на 60 см (приблизно 16 на 24 дюйми), який важив 23 кг (50 фунт). Він запускався механічним таймером і мав змінну потужність, еквівалентну між 10 тонн і 1 кт тротилу. Версія ядерного пристрою W54 без змінної потужності (називається боєголовка "Mk-54 Davy Crockett" для снаряда M-388 Crockett) використовувалася в системі зброї Деві Крокеттt .
- W7/ADM-B (бл. 1954–67)
- Тип гармати T4 ADM (1957–63).
- W30 / Тактичний атомний боєприпас (1961–66)
- W31 /ADM (1960–65)
- W45 /Середній атомний підривний боєприпас (1964–84)
- W54 /Спеціальний атомний підривний боєприпас (1965–89)

### TADM
Тактичний атомний руйнівний боєприпас (англ. Tactical Atomic Demolition Munition, TADM) — переносна атомна бомба, що складається з боєголовки Mk 30 Mod 1, встановленої в корпусі XM-113. XM-113 мала діаметр 26 660 мм і довжину 1800 мм виглядала як гофрована водопропускна труба. Вся система важила 380 кг. Виробництво TADM почалося в 1961 році, всі вони були вилучені зі запасів до 1966 року. Випробування ефекту зброї TADM було проведено в 1962 році вибуху Johnny Boy ("Джонні Бой" ) операції Домінік (що точніше згадана як операція «Сонячний промінь»), продуктивність Johnny Boy/Джонні Бой становила близько 0,5 кт. Попереднім випробуванням ADM, яке дало порівнянну потужність, був тестовий постріл «Денні Бой» з операції «Нуга», також потужність приблизно 0,5 кілотонни.

### SADM
Спеціальний атомний руйнівний боєприпас (англ. Special Atomic Demolition Munition, SADM) — це сімейство переносних ядерних боєприпасів, які використовувалися американськими військовими в 1960-х роках, але ніколи не використовувалися в реальних боях. Армія США планувала використати зброю в Європі в разі радянського вторгнення. Інженери армії США використовуватимуть цю зброю, щоб опромінювати, знищувати та блокувати ключові маршрути зв’язку через обмежену місцевість, як-от Фульдський прохід. Військові навчалися десантуватися на парашуті в окуповану СРСР Західну Європу за допомогою SADM і руйнувати електростанції, мости та дамби.
Зброя була розроблена, щоб дозволити одній людині стрибнути з парашутом з будь-якого типу літака, який перевозить пакет зброї, і розмістити його в гавані або іншому стратегічному місці, куди можна дістатися з моря. Інший парашутист без пакету зброї слідував би за першим, щоб забезпечити підтримку, якщо це необхідно.
Команда з двох осіб розміщувала пакет зі зброєю в цільовому місці, встановлювала таймер і відпливала в океан, де їх діставала субмарина або високошвидкісне судно на поверхні води.

### MADM
Середній атомний руйнівний боєприпас (англ. Medium Atomic Demolition Munition, MADM) — тактична ядерна зброя, розроблена Сполученими Штатами під час холодної війни. Була розроблена для використання як ядерні наземні міни та для інших тактичних цілей, з відносно низькою вибуховою потужністю від боєголовки W45, від 1 до 15 кілотонн. Кожен MADM важив близько 181 кг. Випускалися між 1965 і 1986 роками.

## Дивись також
- Тактична ядерна зброя
- Валізний ядерний пристрій
- W48
- W82